# Gheens-Vacherie
Gheens-Vacherie est une communauté non-incorporée de l'État américain de la Louisiane, située dans la Lafourche. Cette communauté est au centre d'un Census-designated place (CDP) divisé en deux zones, le "North Vacherie CDP" peuplé de 2 346 habitants et le "South Vacherie CDP" peuplé de 3 642 habitants.

## Géographie
Les villages de Gheens et de Vacherie forment aujourd'hui une communauté unique regroupant l'ensemble des services municipaux. Cette communauté est située à l'ouest des villages de Bayou Gauche et Des Allemands et au Nord-Est de la ville de Houma.

## Histoire
La région fut peuplée dès la période de la colonisation de la Louisiane française. Le premier bureau de poste fut établi à Vacherie en  1837 et le demeura jusqu'en 1950. Depuis cette date, un nouveau bureau de poste a été établi à Gheens. Le village de Vacherie est plus densément peuplé que celui de Gheens. Deux églises se partagent les offices religieux, l'église catholique de Saint Anthony (Saint Antoine) située à Vacherie, et l'église presbytérienne située à Gheens. 

## Festival Cajuns
Les Cajuns sont encore nombreux à parler le français cadien et à fêter les traditions acadienne avec la musique cadienne et la nourriture traditionnelle qu'ils célèbrent chaque année avec le "Vacherie-Gheens Bon Mangé Festival" organisé par le centre communautaire Vacherie-Gheens et sous la direction de messieurs Lapeyrouse et Robichaux.